# Estación Montenegro
Montenegro es una estación ferroviaria que formó parte de la línea Santiago-Valparaíso de la Empresa de los Ferrocarriles del Estado dentro de la localidad de Montenegro. Actualmente los servicios de pasajeros ya no operan.
En la actualidad, únicamente trenes de carga circulan por esta estación. Un servicio iba desde la estación Quilicura hasta esta estación, operado por la empresa KDM, el cual fue suprimido en 2021. Este transportaba residuos domiciliarios e industriales como excrementos y basura. Otro servicio es un tren de carga operado por Fepasa, el que transporta contenedores, cobre, ácido y cereales, entre otros, desde la Red Sur a la ciudad de Valparaíso. El tren descansa en la estación Llay-Llay y luego culmina su trabajo en la estación Francia en Valparaíso.
No existe un edificio de la estación y solamente algunas estructuras se mantienen en pie, como por ejemplo la torre de agua. Las vías secundarias son utilizadas para el cruce de trenes de carga.